# Control polític al Senat d'Espanya
La funció de control polític al Senat d'Espanya es fa mitjançant diversos procediments.

## Preguntes
Es realitzen preguntes orals i per escrit. Les preguntes orals es fan al Ple o en Comissió.
Les orals al Ple han d'estar formulades per escrit i en forma d'una sola pregunta. El ple dels dimarts s'inicia amb el temps de preguntes.
Les orals a la Comissió, poden ser plantejades directament a la Comissió o reconvertir-se en orals, procedint de preguntes escrites no contestades en termini de 20 dies després de ser publicades pel Govern.
Les preguntes escrites són dirigides al govern i les respostes d'aquest estan incloses en la publicació oficila de la cambra.

## Interpel·lació
Un senadora exposa i és contestat per un membre del govern i es van torns dels portaveus. A partir de les interpel·lacions es poden presentar mocions.

## Moció
Les mocions les poden presentar una comissió, un grup parlamentari o un grup de mínim deu senadors i serveixen perquè el Govern espanyol declare o remeta un projecte de llei a les Corts Generals o perquè la cambra es pronúncie sobre un text no legislatiu. Les mocions han de ser formulades per escrit i dirigi-les a la Mesa. Si pretenen que una cambra es pronúncie sobre un text no legislatiu, han d'anar acompanyades d'una avaluació del cost econòmic. Els debats es fan presentant el torn a favor, el torn en contra i el dels portaveus.

## Compareixències
Poden comparèixer: ministres, autoritats del govern, autoritats de les Comunitats Autònomes, dels ens locals o l'administració institucional i particulars.
Primer, acorda la Comissió corresponent que es faça una compareixença per part del govern. Els membres del govern poden comparèixer a voluntat pròpia. Primer intervé el membre del govern, després és el torn dels portaveus i hi ha un torn individual dels senadors, al qual respoen qui compareix.